# تروي جنتيل
تروي جنتيل (بالإنجليزية: Troy Gentile) (و. 1993  م) هو ممثل تلفزي، وممثل أفلام أمريكي، ولد في بوكا راتون.

## وصلات خارجية
- تروي جنتيل على موقع IMDb (الإنجليزية)
- تروي جنتيل على موقع ميتاكريتيك (الإنجليزية)
- تروي جنتيل على موقع روتن توميتوز (الإنجليزية)
- تروي جنتيل على موقع ألو سيني (الفرنسية)
- تروي جنتيل على موقع أول موفي (الإنجليزية)
- تروي جنتيل على موقع قاعدة بيانات الأفلام السويدية (السويدية)
- تروي جنتيل على موقع قاعدة بيانات الفيلم (الإنجليزية)
- تروي جنتيل على موقع كينوبويسك (الروسية)